# Lesotho Brown
Lesotho Brown – diament o masie 601,25 karatów znaleziony w 1967 roku w Lesotho.

## Historia
Po odkryciu w 1957 roku przez geologa Petera H. Nixona w Letšeng-la-Terae dwóch diamentowych rur kimberlitowych w okresie 1959-97 na terenie obecnej kopalni diamentów Letseng poszukiwania prowadzili niezorganizowani kopacze. Dopiero w 1968 roku, po znalezieniu Lesotho Brown rząd starając się przejąć kontrolę nad Letšeng-la-Terae, rząd przyznał Rio Tinto Zinc licencję na poszukiwanie diamentów.
Ernestine Ramaboa i jej mąż Petrus przypadkowo znaleźli diament w maju 1967 roku w Letšeng-la-Terae. Diament sprzedali po czterodniowej wędrówce do odległego o 214 km Maseru. Za sprzedany diament według niektórych źródeł otrzymali po opodatkowaniu ponad 250 000 $. Rząd ogłosił zamkniętą ofertę przetargową, aby uzyskać najlepszą możliwą cenę za diament. Został on sprzedany po raz pierwszy za 216 300 randów (było to ok. 302 400 $ w tym okresie)  południowoafrykańskiemu sprzedawcy Eugene Serafini. W 1968 roku Diament został sprzedany na aukcji za 303 400 dolarów amerykańskich i kupiony przez amerykańskiego jubilera Harry'ego Winstona (1896–1978) z Nowego Jorku. Pocięto go na 18 kamieni o łącznej masie 245,5 karatów. Największy mający 71,73 karatów otrzymał nazwę Lesotho I. Lesotho III o wielkości 40,42 karatów został zakupiony przez Arystotelesa Onassis'a i podarowany Jacqueline Kennedy jako pierścionek zaręczynowy.
W 1976 roku poczta Lesotho wydała znaczek na którym pokazano diament Lesotho Brown. W tle upamiętniono Ernestine i Petrusa Ramaboa, a po prawej stronie umieszczono zdjęcie króla Lesotho Moshoeshoe II.

## Nazwa
Diament otrzymał nazwę Lesotho Brown i była ona związana z jego kolorem.